# Ribera (El Españoleto)
Ribera (El Españoleto) è un documentario cortometraggio del 1966 diretto da Jesús Fernández Santos e basato sulla vita del pittore spagnolo Jusepe de Robera, detto lo Spagnoletto.